# Goatlord
Goatlord var ursprungligen ett demoalbum släppt 1996 av det norska black metal-bandet Darkthrone. Albumet producerades av bandet självt och gavs ut av Moonfog Productions. Satyr (sångare i Satyricon) medverkar på bakgrundssång.
En instrumentell demokassett spelades in redan 1990–1991, medan sången lades på först 1994. Albumet gavs ut under senare delen av 1996 och återutgavs i USA 2006 av The End Records.

## Låtlista
1. "Rex" – 3:48
2. "Pure Demoniac Blessing" - 2:35
3. "(The) Grimness of Which Shepherds Mourn" – 4:23
4. "Sadomasochistic Rites" – 4:03
5. "As Desertshadows" – 4:42
6. "In His Lovely Kingdom" – 3:24
7. "Black Daimon" – 3:50
8. "Toward(s) the Thornfields" – 3:36
9. "(Birth of Evil) Virgin Sin" – 3:25
10. "Green Cave Float" – 4:01

## Medverkande
Musiker (Darkthrone-medlemmar)
- Fenriz (Gylve Fenris Nagell) – sång, trummor
- Nocturno Culto (Ted Arvid Skjellum) – gitarr
- Dag Nilsen – basgitarr
- Zephyrous (Ivar Enger) – gitarr

Bidragande musiker
- Satyr (Sigurd Wongraven) – bakgrundssång

Produktion
- Union of Lost Souls – omslagsdesign
- Nocturno Culto – omslagsdesign
- Moonfog (Sigurd Wongraven) – omslagsdesign
- Tomas Lindberg – logo